# Botryobasidium subalbidum
Botryobasidium subalbidum é uma espécie de fungo pertencente à família Botryobasidiaceae.